# Glyptopetalum angulatum
Glyptopetalum angulatum är en benvedsväxtart som först beskrevs av William Griffith, och fick sitt nu gällande namn av T. Chakrabarty och M. Gangopadhyay. Glyptopetalum angulatum ingår i släktet Glyptopetalum och familjen Celastraceae. Inga underarter finns listade.